# Полет 4226 на „EAS Еърлайнс“
Полет 4226 на „EAS Еърлайнс“ е редовен вътрешен пътнически полет от международното летище „Малам Амину Кано“, Кано, до международното летище „Муртала Мухамед“, Лагос, Нигерия, управляван от „EAS Еърлайнс“. На 4 май 2002 г. самолетът, „BAC Уан-Илевън 525FT“, който изпълнява полета, се разбива в гъсто населен жилищен район, разположен на около 3 километра от летището в Кано и избухва в пламъци, което довежда до смъртта на 66 пътници и 7 члена на екипажа на борда, докато други 4 оцеляват. При инцидента загиват и най-малко 30 цивилни на земята. С общо 103 смъртни случая, полет 4226 е най-смъртоносният авиационен инцидент с участието на „BAC Уан-Илевън“.
Нигерийското бюро за разследване и предотвратяване на аварии приписва бедствието на пилотска грешка. Самолетът излиза от пистата и продължава няколкостотин метра преди да започне да набира височина. Прахът, вдигнат от колесниците на машината, е погълнат от двигателите, което ограничава способността им да доставят мощност. Спуснатият колесник допълнително влошава състоянието и в крайна сметка самолетът се разбива поради нарушена въздушна скорост и ниска надморска височина. Поради липсата на използваеми полетни записващи устройства, причините защо екипажът загубва контрол и излиза от пистата не могат да бъдат установени.
Разследването открива и проблеми свързани с работата на „EAS Еърлайнс“, относно културата на поддръжка и системата за надзор на авиационната индустрия на Нигерия по това време. Открити са и доказателства, че авиокомпанията заменя повредени части по самолетите си с други такива от своя активен флот. Въпреки констатациите, разследващите заявяват, че нямат доказателства, че грешка в поддръжката може да е причина за катастрофата. Издадени са осем препоръки в резултат на инцидента, включително подобрения свързани с надзора, по-строги наказания за злоупотреби и промени, свързани с полетните записващи устройства на самолети.